# سيمينول
سيمينول هي قبيلة أمريكية أصلية في ولاية فلوريدا. وهي تضم ثلاث قبائل معترف بها فدراليا ومجموعات مستقلة، ويعيش معظمهم في أوكلاهوما مع أقلية في فلوريدا. نشأت أمة السمينول من قبائل كريك في مناطق شمال موسكوجي. وكلمة سيمينول هو تحريف لكلمة سيمارون Cimarron، وهو مصطلح إسباني يعني «الهارب» أو «البري».
خلال العقود الأولى من الوجود الأوروبي، أصبح السيمينول مستقلين من مجموعات الكريك الأخرى وكونوا هويتهم الخاصة. كما طوروا شبكة تجارة مزدهرة خلال فترات الحكم الأسباني الثانية والحكم البريطاني على فلوريدا (حوالي 1767-1821). توسعت القبيلة بشكل كبير خلال هذا الوقت، وزاد عددها في أواخر القرن الثامن عشر قبل السود الأحرار والعبيد الفارين الذين استقروا في المناطق القريبة ودفعوا الجزية لقبائل السيمينول. عرف هؤلاء باسم السيمينول السود، وإن أبقوا على ثقافتهم الخاصة من إقليم المنخفضات. كما طوروا لغة أفريقية-سيمينولية هجينة، والتي تحدثوا بها خلال القرن التاسع عشر بعد نقلهم إلى الأراضي الهندية.
يستمد السيمينول ثقافتهم إلى حد كبير من ثقافة الكريك؛ وأهم احتفالاتهم هو رقصة الذرة الخضراء؛ وتشمل التقاليد البارزة الأخرى استخدام الشراب الأسود وطقوس التبغ. كما كونوا تقاليدهم المحلية عندما تكيفوا مع مناخ فلوريدا، مثل بناء المنازل المفتوحة ذات أسقف القش المعروفة باسم تشيكي. وتحدث سيمينول في تاريخهم لغات كريك، وميكاسوكي وماسكوغي.
قامت الولايات المتحدة بأخذ فلوريدا من إسبانيا في عام 1819، وزاد المستوطنون الضغط على أراضي السيمينول. خلال فترة حروب السيمينول (1818-1858)، كانت القبيلة محصورة على محمية كبيرة في وسط شبه جزيرة فلوريدا بموجب معاهدة مولتري كريك (1823)، ثم طردوا من أراضيهم وفقا لمعاهدة باينز لاندينغ (1832). وبحلول عام 1842، أجبر أكثر السيمينول والسيمينول السود على الانتقال إلى الأراضي الهندية إلى الغرب من نهر مسيسيبي. تحالف أكثرية السيمينول في أوكلاهوما مع الكونفدرالية خلال الحرب الأهلية الأمريكية، وكان عليهم بعدها توقيع معاهدة جديدة مع الولايات المتحدة، بما في ذلك حرية السيمينول السود ومنحهم عضوية القبيلة. وأغلب سكان المحمية اليوم مدخلون في أمة سيمينول في أوكلاهوما المعترف بها فدراليا، بينما ينتمي البعض الآخر إلى جماعات غير منظمة.
بقي أقل من 200 فرد من السيمينول في فلوريدا بعد حرب السيمينول الثالثة (1855-1858)، لكنهم نمّوا بداخلهم العودة في العادات والتقاليد وروح الاستقلال. وفي أواخر القرن التاسع عشر، أعاد السيمينول في فلوريدا إنشاء العلاقات بشكل محدود مع حكومة الولايات المتحدة في عام 1930 وتلقوا 5000 فدان (20 كم مربع) من أراضي المحمية. انتقل عدد قليل من السيمينول إلى المحميات حتى الأربعينات؛ أعادوا بعدها تنظيم حكومتهم، وتلقوا اعترافا فدراليا عام 1957 بوصفهم قبيلة سيمينول من فلوريدا. أما القبائل التي تعيش بالقرب من درب تاميامي تلقت اعترافا فدراليا بوصفهم قبيلة ميكوسوكي عام 1962.
رفع السيمينول في أوكلاهوما وفلوريدا دعاوى مطالبة بالأرض في الخمسينات، والتي أسفرت عن تسويات حكومية عام 1976. في عام 1990 أعادت القبائل التفاوض حول الاتفاق على تقسيم التسوية، وحكم بالثقة يستفيد به الأعضاء من التعليم وغيره من الفوائد. أسس سيمينول فلوريدا نوادي قمار على المحمية في أواخر السبعينات، بعد أن ربحوا قضايا المحكمة لأنشاء أندية القمار التي اعتمدتها العديد من القبائل لتوليد إيرادات الرعاية والتعليم والتنمية.

## تاريخ

### الأصول
هاجر لاجئون أمريكيون أصليون من الحروب الدائرة شمالًا، مثل يوتشي وياماسي بعد حرب ياماسي في كارولاينا الجنوبية، إلى فلوريدا الإسبانية في أوائل القرن الثامن عشر. وصل المزيد في النصف الثاني من القرن الثامن عشر، حين بدأ شعب الكريكس الأدنى، وهو جزء من شعب المسكوكي، بالهجرة من عدد من مدنهم إلى فلوريدا ليتجنب هيمنة شعب الكريك الأعلى والضغط من المستعمرين الغازين من مقاطعة كارولينا. تحدثوا أساسًا الهيتشيتي، التي تعد الميكوسوكي إحدى لهجاتها، وهي اللغة التقليدية الأساسية التي يتكلمها اليوم شعب الميكوسوكي في فلوريدا. انضمت إليهم فرق عدة من التشوكتاو، كثيرون منهم كانوا من سكان فلوريدا الغربية. ترك بعض التشيكاساو جورجيا أيضًا بسبب النزاعات مع المستعمرين وحلفائهم من الأمريكيين الأصليين. فر الأمريكيون الأفارقة أيضًا إلى فلوريدا هربًا من العبودية في المستعمرات الجنوبية.
انتقل الوافدون الجدد إلى أراض غير مأهولة تقريبًا كانت ذات مرة آهلة بحضارات عديدة من السكان الأصليين إلى فلوريدا، مثل أبالاتشي، تيموكوا، كالوسا، وغيرها. أهلكت الأمراض المعدية التي جلبها المستكشفون الإسبان السكان الأصليين في العقد الأول من القرن الحادي عشر ثم استعمار المستوطنين الأوروبيين لاحقًا. في وقت لاحق، دمرت غارات شنتها ولاية كارولاينا ومستعبدو الأمريكيين الأصليين البعثات الإسبانية عبر شمال فلوريدا، وغادر أغلب الناجين إلى كوبا عندما انسحب الإسبان بعد تسليم فلوريدا للبريطانيين في عام 1763، في أعقاب الحرب الفرنسية والهندية.
مع استقرارهم في شمال وشبه جزيرة فلوريدا خلال القرن السابع عشر، اختلط الوافدون الجدد ببعضهم البعض وبالقلة المتبقية من السكان الأصليين. في عملية التكوين الإثني، بنوا ثقافة جديدة أطلقوا عليها مسمى «سيمينول»، مشتقة من كلمة من لغة مسكوكي (لغة شعب كريك) «سيمانو لي»، وهو تحوير من كلمة «سيمارون» الإسبانية والتي تعني «متوحش» (في حالتهم كانت تعني «الرجال المتوحشون»)، أو «الرجال الهاربون». كانت سيمينول قبيلة غير متجانسة تألفت بمعظمها من شعب الكريك الأدنى من جورجيا، الذين بلغ عددهم بحلول حروب كريك بين عامي 1812 و1813 نحو 4000 شخص في فلوريدا. في ذلك الوقت، هاجر العديد من اللاجئين من فريق «العصي الحمراء» إلى الجنوب، مما أضاف نحو 2000 فرد إلى مجموع السكان. كانوا فرقة من شعب المسكوكي تكلموا لغة كريك، ولاحقًا أسلافًا لمعظم السيمينول المتحدثين لغة كريك. إضافة إلى ذلك، استقر بضع مئات من العبيد الأمريكيين الأفارقة الهاربين (الذين عرفوا بالسيمينول السود) قرب مدن السيمينول، وبدرجة أقل، سكان أصليون من قبائل أخرى، وبعض الأمريكيين البيض. تحدث السيمينول المتحدون لغتين،: كريك وميكوسكي (وهي لغة تفهم على نحو متبادل مع إحدى لهجاتها «هيتشيتي»)، اثنان من عائلة اللغات المسكوكية. أصبحت كريك اللغة السائدة في الخطاب السياسي والاجتماعي، لذا تعلمها الناطقون بالميكوسكي عند مشاركتهم في مفاوضات رفيعة المستوى. (تضم مجموعة اللغات المسكوكية تشوكتاو وتشيكاساو، المرتبطة بقبيلتين كبيرتين في جنوب شرق البلاد).
خلال سنوات الاستعمار، كان السيمينول على علاقة جيدة نسبيًا بالإسبان والبريطانيين. في عام 1784، بعد الحرب الثورية الأميركية، توصلت بريطانيا إلى تسوية مع إسبانيا ونقلت شرق وغرب فلوريدا إليها. مكن تدهور الإمبراطورية الإسبانية السيمينول من توطيد استقرارهم في فلوريدا. قادتهم سلالة من رؤساء مشيخة ألاتشوا، التي نشأت في شرق فلوريدا في القرن الثامن عشر على يد «آهايا» (الذي أطلق عليه أيضًا اسم راعي البقر). بدءًا من سنة 1825، كان ميكانوبي الرئيس الأعلى للسيمينول المتحدين، حتى وفاته سنة 1849، بعد إبعاده إلى الإقليم الهندي. دامت هذه السلالة الحاكمة إلى ما بعد الإبعاد، عندما أجبرت الولايات المتحدة أغلبية السيمينول على الانتقال من فلوريدا إلى الأقاليم الهندية (أوكلاهوما حاليًا) بعد حرب السيمينول الثانية. خلفه جون جامبر ابن أخت ميكانوبي في عام 1849، وبعد وفاته في عام 1853 أصبح شقيقه جيم جامبر رئيسًا. كان في السلطة خلال الحرب الأهلية الأمريكية، بعد ذلك بدأت الحكومة الأمريكية بالتدخل في حكومة القبائل، بدعم مرشح خاص بها للرئاسة.

### حروب السيمينول
بعد الهجمات التي شنها المستعمرون البريطانيون على مدن السيمينول في منتصف القرن الثامن عشر، انتقم الهنود بغارة على مستوطنات جورجيا، زاعيم أنها كانت بدعوى من الإسبان. قبل السيمينول بينهم السود الهاربين من العبودية في المزارع البريطانية ولاحقًا الأمريكية. أثاروا غضب المزارعين من خلال تقديمهم بديلًا جنوبيًا للسكك الحديدية تحت الأرض.
بعد نيل الولايات المتحدة استقلالها، قام الجيش الأميركي والميليشيات المحلية بغزوات متكررة متزايدة للأراضي الإسبانية لاستعادة العبيد الهاربين بين السيمينول. عرفت حملة الجنرال أندرو جاكسون ضد السيمينول في الفترة بين عامي 1817 و1818 بالحرب الأولى على السيمينول. رغم استنكار إسبانيا غزو أراضيها، أطبقت الولايات المتحدة سيطرتها على شمال غرب فلوريدا بعد الحرب.
في سنة 1819، وقعت الولايات المتحدة وإسبانيا معاهدة آدمز-أونيس التي دخلت حيز التنفيذ سنة 1821. طبقًا لشروطها، حصلت الولايات المتحدة على فلوريدا وفي المقابل تخلت عن كل المطالبات بولاية تكساس. عين الرئيس أندرو جاكسون حاكمًا عسكريًا لولاية فلوريدا. مع تصاعد الاستعمار الأوروبي-الأمريكي بعد توقيع المعاهدة، ضغط المستعمرون على الحكومة الفدرالية لطرد السكان الأصليين من فلوريدا. استاء مُلّاك الرقيق من إيواء القبائل لعبيد سود هاربين، وأراد المزيد من المستعمرين الحصول على الأراضي المبتغاة التي في حوزة الأمريكيين الأصليين. أراد مُلّاك الرقيق الجورجيون عودة المارون (العبيد الهاربين) الذين يعيشون بين السيمينول، المعروفون اليوم بالسيمينول الأسود، إلى الرق.
بعد استيلاء الولايات المتحدة على فلوريدا في سنة 1821، هرب كثيرون من العبيد الأمريكيين الأصليين والسيمينول السود بصورة متكررة من رأس فلوريدا (كيب فلوريدا) إلى مستعمرة البهاما البريطانية، واستقروا بمعظمهم في جزيرة أندروس. أشارت الروايات المعاصرة إلى نزوح مجموعة من 120 فردًا في عام 1821، وهروب عدد أكبر بلغ 300 من الأمريكيين الأفارقة المستعبدين في عام 1823. حشد الأخيرون في 27 قاربًا شراعيًا من قبل شعب الباهاما وكذلك من قبل المسافرين في زوارق. أنشؤوا قرية على جزيرة أندروس عرفت باسم الخلجان الحمراء (ريد بايز).
بعد حصول الولايات المتحدة المستقلة على فلوريدا من إسبانيا سنة 1821، زاد المستوطنون البيض الضغط السياسي والحكومي على السيمينول للتحرك والتخلي عن أراضيهم. «وقع السيمينول ضحية نظام طالما فضّل البيض على نحو صارخ».
تحت ضغط المستعمرين، أبرمت حكومة الولايات المتحدة معاهدة معسكر مولتري لعام 1823 مع السمينول، واستولت على 24 مليون فدان (97124.5 كم مربع) من الأراضي شمال فلوريدا. عرضوا على السيمينول محمية أصغر بكثير في منطقة إيفرجلادز بلغت مساحتها نحو 100 ألف فدان (400 كم مربع). انتقلوا مع السيمينول السود إلى وسط وجنوب فلوريدا.
في سنة 1832، وقعت حكومة الولايات المتحدة معاهدة إرساء باين مع بعض رؤساء السيمينول. وعدوا بأراض غرب نهر المسيسبي في حال وافق القادة على مغادرة فلوريدا طوعًا مع شعبهم. بقي السيمينول مستعدين للحرب. استمر المستعمرون البيض في الضغط من أجل إزالتهم.
في سنة 1835، جاء الجيش الأمريكي لفرض المعاهدة. قاد الزعيم السيمينول أوسيولا المقاومة التي فاقت المقاومة عددًا خلال حرب السيمينول الثانية. حشد نحو 4000 من السيمينول و800 من السيمينول السود، جامعًا أكثر من 1400 مقاتل (قدر الرئيس أندرو جاكسون عددهم بنحو 900 فقط). قاوموا قوات مشتركة من الجيش الأمريكي والميليشيات تراوحت أعدادهم بين 6000 جندي في البداية و9000 في ذروة الانتشار في عام 1837. للحفاظ على بقائهم، استخدم حلفاء السيمينول تكتيكات حرب العصابات ذات التأثير المدمر ضد القوات الأمريكية، إذ كانت لديهم معرفة بكيفية التحرك في منطقة إيفرجلادز واستخدامها لحمياتهم. اعتقل أوسيولا بعد رفعه الراية البيضاء معلنًا رغبته بدء المفاوضات مع الولايات المتحدة في عام 1837. توفي في السجن بعد أقل من عام. قطع رأسه، ودفنت جثته دون رأسه.